# Finström
Finström (fiń. Finströömi) – miasto na Wyspach Alandzkich (autonomiczna część Finlandii). Według danych szacunkowych na rok 2016 liczy 2594 mieszkańców.

## Demografia
- Wykres liczby ludności Finström na przestrzeni ostatnich stu lat

źródło: 